# Deocriste
Deocriste ist ein Ort und eine ehemalige Gemeinde (Freguesia) im nordportugiesischen Kreis Viana do Castelo der Unterregion Minho-Lima. Die Gemeinde hatte 781 Einwohner (Stand 30. Juni 2011).
Am 29. September 2013 wurden die Gemeinden Deocriste, Portela Susã und Subportela zur neuen Gemeinde União das Freguesias de Subportela, Deocriste e Portela Susã zusammengeschlossen.